# سرايا المقاومة اللبنانية
سرايا المقاومة اللبنانية هي جماعة شبه عسكرية لبنانية غير طائفية تابعة لحزب الله. تتكون الميليشيات غير النظامية من المسلمين السنة والمسيحيين والدروز وغير الشيعة الذين يمارسون الاشتراك في القومية اللبنانية والمعتقدات المعادية لإسرائيل. يتم تمويل سرايا المقاومة اللبنانية وتدريبها وتسليحها وتأسيسها من قبل حزب الله. القوى العاملة في المجموعة وتكوينها وقوتها غير واضحة.
تأسست سرايا المقاومة اللبنانية في عام 1997 لمواجهة إسرائيل ولكن توسعها منذ ذلك الحين لمقاومة المتطرفين السنة مثل داعش أيضا.

## التأسيس
أنشئت سرايا المقاومة اللبنانية لزيادة القوى العاملة للقوات المعادية لإسرائيل في لبنان وحرمان إسرائيل من حرية التنقل في المناطق غير الشيعية. يذكر مركز مكافحة الإرهاب في ويست بوينت أن سرايا المقاومة اللبنانية تأسست في نوفمبر 1997 بينما تدعي مصادر أخرى أن التأسيس كان في أوائل التسعينيات أو 2004 أو 2009.

## التدريب
يتم تدريب أعضاء سرايا المقاومة اللبنانية في المخيمات التي يديرها حزب الله جنبا إلى جنب مع المجندين العاديين لحزب الله. ومع ذلك فإنهم لا يتلقون التدريب الأيديولوجي لحزب الله. وصف أحد المجندين الجماعة بأنها «مصنوعة لغير المتطرفين». المجموعة تحظى بشعبية كبيرة بين المسيحيين في سهل البقاع وشمال لبنان.

## التاريخ
شاركت سرايا المقاومة اللبنانية لأول مرة في القتال في عام 1998. هم يدعون أنهم اشتركوا في أكثر من ثلاثمائة عملية قبل انسحاب إسرائيل من جنوب لبنان في عام 2000. كما شاركت المجموعة في حرب لبنان 2006 مع إسرائيل.
وصفت الميليشيات بأنها «مساعدة تنفيذية» أو تابعة لحزب الله. أعضاء الجماعة يحاربون تحت علم حزب الله وهيكل القيادة في القتال ولكن على الأقل اسميا منفصلة في وقت السلم. كما يحصلون على معلومات استخباراتية من حزب الله.

### التدخل في سوريا
شاركت وحدات سرايا المقاومة اللبنانية في الحرب الأهلية السورية. إنهم لا يشاركون في القتال بل يدعمون حزب الله لوجستيا ويعملون كمحاورين بين حزب الله والمجتمعات المسيحية والسنية. على الرغم من ذلك قتل بعض المقاتلين في سوريا.

## المعدات
| النموذج    | النوع                  | الكمية | المكتسب  | الأصل            | الملاحظات |
| ---------- | ---------------------- | ------ | -------- | ---------------- | --------- |
| أيه كيه-47 | بندقية                 |        | حزب الله | الاتحاد السوفيتي | [ 2 ]     |
| التقنية    | مركبة قتالية مرتجلة    |        | حزب الله | لبنان            | [ 4 ]     |
| ماليوتكا   | صاروخ موجه مضاد للدروع |        | حزب الله | الاتحاد السوفيتي | [ 4 ]     |

## الانتقاد
مقاتلو سرايا المقاومة اللبنانية أقل انضباطا ويخضعون لقواعد أقل صرامة من مقاتلي حزب الله. نتيجة لذلك شاركت السرايا في عدد كبير من المواجهات العنيفة مع الشرطة والجيش اللبناني ومختلف الأحزاب اللبنانية. انتقد وزير الداخلية اللبناني نهاد المشنوق الجماعة لتحدي سيادة الحكومة اللبنانية.
يؤكد النقاد أن السرايا لم تعد تركز على محاربة إسرائيل بل هي موجودة كغطاء سياسي لأفعال حزب الله ومجموعات احتواء للبلطجية ومثيري الشغب. بالمثل اتهم بعض السنة سرايا المقاومة اللبنانية بالتركيز أكثر على مكافحة الأصولية السنية من إسرائيل.
كما اتهمت سرايا المقاومة اللبنانية بتحويل الشباب السنة إلى الإسلام الشيعي وهي تهمة تنكرها السرايا.